# Maffeo Barberini (1631-1685)
Pour les articles homonymes, voir Maffeo Barberini et Famille Barberini.
Maffeo Barberini (italien : Maffeo Barberini, II principe di Palestrina), né le 19 août 1631 à Rome et mort le 28 novembre 1685 à Viterbe, est un noble italien issu de la famille Barberini et prince de Palestrina. Il a été nommé Gonfalonier de l'Église.

## Biographie

### Famille
Né en 1631, Maffeo Barberini était l'un des cinq enfants de Taddeo Barberini et d'Anna Colonna, fille de Filippo Ier Colonna. Son frère, Carlo Barberini, est devenu cardinal à Rome tandis que sa sœur, Lucrezia Barberini, s'est mariée au duc de Modène et Reggio, François I d'Este.
Son grand-oncle paternel était le pape Urbain VIII, avec qui il partageait le même nom.

### Guerre de Castro
Entre 1639 et 1649, les Barberini se sont joints aux côtés de la famille Pamphili et ils combattirent ensemble dans les guerres de Castro. Le père de Maffeo, Taddeo, et Luigi Mattei ont dirigé les armées papales fidèles au pape Urbain VIII. En 1644, après la première guerre de Castro, le pape Urbain VIII décède et Giovanni Battista Pamphili, de la famille Pamphili, lui succède comme nouveau pape et prend pour nom Innocent X. Le pape Innocent X a par la suite ouvert une enquête sur Antonio Barberini (l'oncle de Maffeo), le poussant à fuir en exil avec ses deux frères, Francesco Barberini et Taddeo Barberini (le père de Maffeo).

### Mariage et titres
Taddeo Barberini est mort en exil à Paris mais les familles Barberini et Pamphili se réconcilièrent lorsque, en 1653, Maffeo Barberini épousa Olimpia Giustiniani , petite-nièce du pape Innocent X. Le mariage avait été conçu par la grand-mère maternelle de Giustiniani, la très influente Olimpia Maidalchini et l'oncle de Maffeo Barberini, le cardinal Antonio Barberini. Maidalchini, réalisant que son influence sur le pape Innocent diminuait, arrangea le mariage pour faciliter le retour des Barberini à Rome afin de gagner la faveur d'un certain nombre de cardinaux issus de la famille Barberini. Les Barberini, eux aussi, étaient impatients de retourner à Rome et étaient enthousiasmés par le projet de Maidalchini d'épouser la petite-nièce du pape Innocent X, Guistiniani, dans leur famille.
Malgré le fait que Guistiniani, 12 ans, ait obstinément refusé d'épouser son prétendant de 22 ans, les deux se sont mariés lors d'une somptueuse cérémonie célébrée par le pape lui-même. Après la cérémonie, l'enfant a refusé de rentrer à la maison avec son nouvel époux pour que le mariage ne soit pas consommé. Sa mère, qui avait à peine été impliquée dans son éducation, lui a fait appel en lui disant que d'autres filles étaient forcées d'épouser des vieillards décrépits et que, en comparaison, Barberini était une bien meilleure option. Lorsque l'enfant a toujours refusé, Maidalchini a forcé sa petite-fille dans un chariot qui l'a emmené au Palazzo Barberini et vers une nouvelle vie en tant que fille des Barberini.

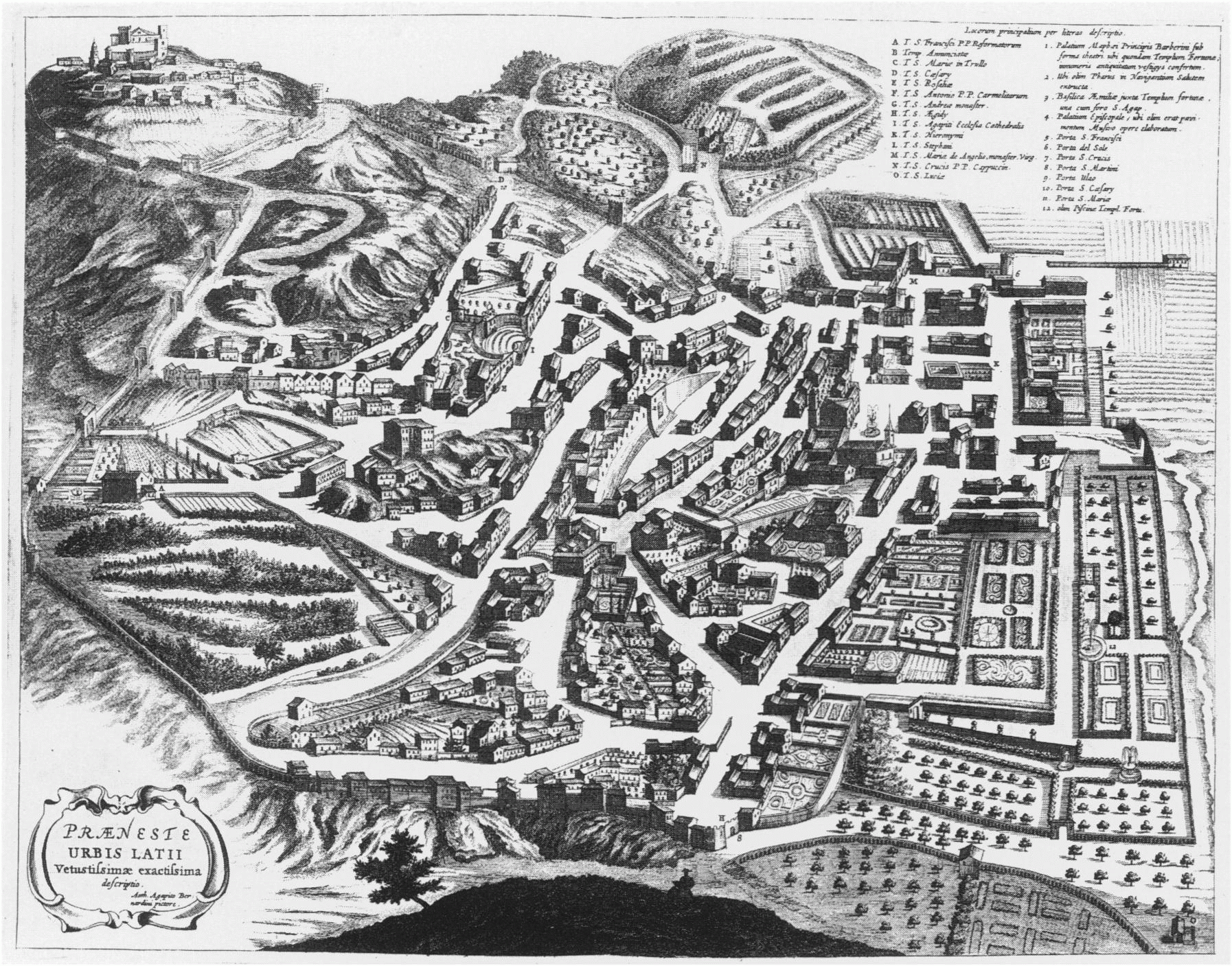
Palestrina, 1671

Maffeo Barberini a ensuite hérité de l'ancien titre de son père, celui de prince de Palestrina -une commune appartenant à la famille Barberini. Il a probablement également été nommé Gonfalonier de l'Église sur la même base. Barberini a commandé la construction de l'église de Santa Rosalia à Palestrina (ouverte en 1677) qui comprend un hommage au père de Maffeo réalisé par Bernardino Cametti.
En 1662, à la mort de son oncle maternel, Maffeo demanda au roi Philippe IV d'Espagne d'acquérir toutes les faides et titres (au sein de son royaume) qui avaient appartenu à la famille Colonna. Le roi a accepté, malgré les réclamations potentielles des descendants de Colonna, et a donné à Maffeo la permission de prendre le contrôle d'une série de communes, y compris Petrella Salto. Barberini a également obtenu la permission de prendre le contrôle de la commune de Torre Annunziata, qui appartenait à la famille Orsini mais qui avait été saisie par le Trésor espagnol plusieurs années plus tôt.
Après de nouvelles négociations, en 1664, Barberini acheta officiellement la commune Pacentro de la famille Colonna et ajouta le comte de Pacentro à ses titres. Quatre ans plus tard, il acheta la commune de Gagliano et devint ainsi comte de Gagliano.
En 1668, il est fait chevalier de l'ordre de la Toison d'or.
Maffeo Barberini est mort le 28 novembre 1685 alors qu'il était en résidence à la Villa Lante. La villa faisait partie du domaine d'Ippolito Lante Montefeltro della Rovere, duc de Bomarzo et neveu du cardinal Marcello Lante della Rovere; un contemporain et allié des oncles et du père de Maffeo qui avait été évêque de Palestrina. 

### Mécénat
Barberini a continué le patronage des arts commencé par les membres de sa famille avant lui. Il était, ne serait-ce que dans le but de maintenir la richesse du Barberini, un collectionneur d'art et est devenu le propriétaire de la collection d'art précédemment possédée par son oncle Antonio Barberini qui incluait notamment au moins trois peintures par Le Caravage,.

Barberini a également commandé des peintures à Niccolò Tornioli.

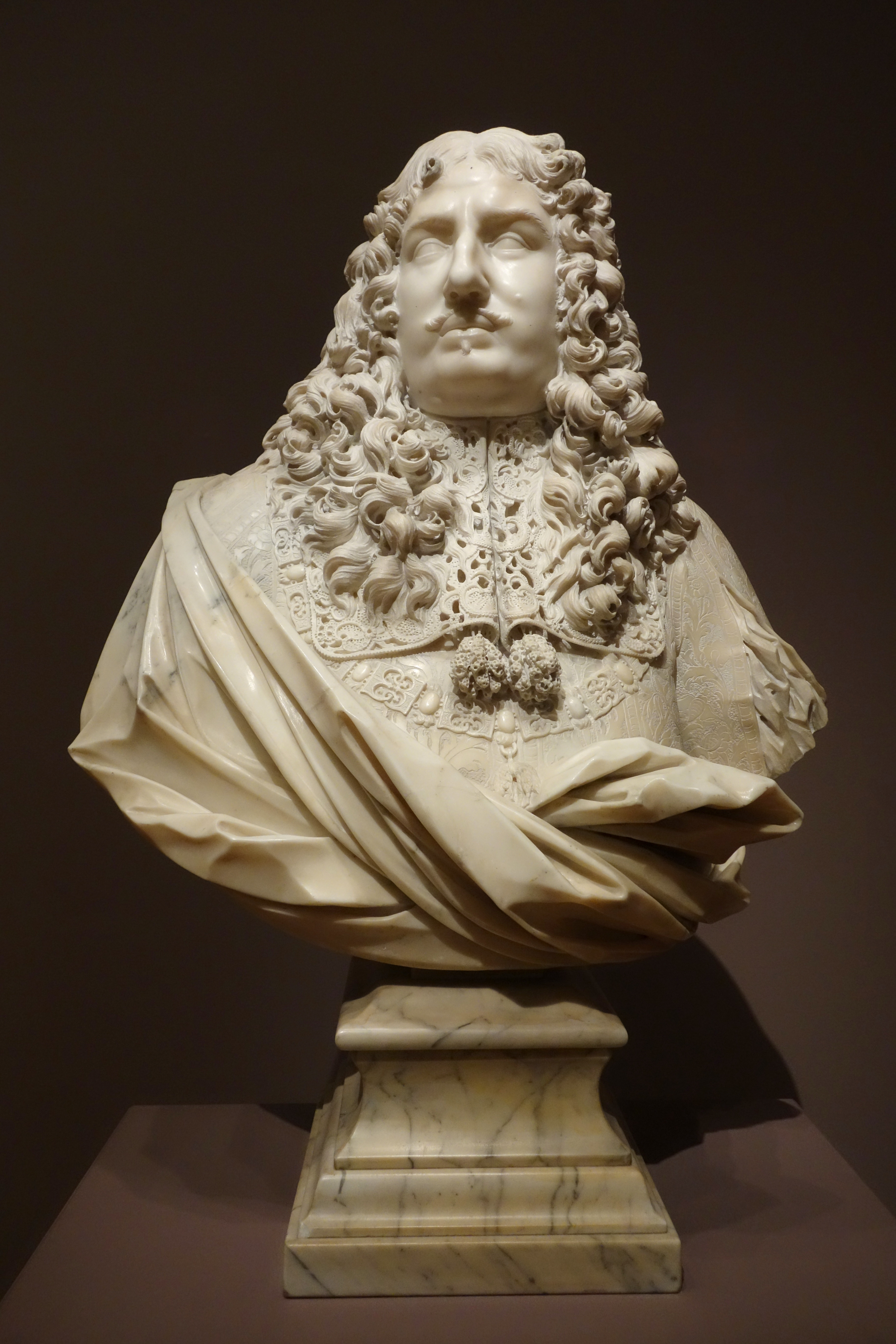
Buste de Maffeo Barberini par Lorenzo Ottoni (1685-1687)

En 1653, Barberini a rouvert le Teatro delle Quattro Fontane après avoir été fermé pendant plus de 10 ans alors que ses oncles et son père étaient en exil. Il a continué à accueillir des spectacles d'opéra jusqu'à ce qu'il soit endommagé par un incendie et abandonné.

## Descendance
Maffeo Barberini et Olimpia Giustianiani ont eu cinq enfants :
- Costanza Barberini (1655–1687), a marié le duc Francesco Caetani de Caserta en 1680;
- Camilla Barberini (1657–1740), a marié le comte Carlo Borromeo-Arese en 1689;
- Francesco Barberini (1662–1738), devenu cardinal en 1690;
- Urbano Barberini, hérite des titres de son père en 1685, mais est mort sans enfant;
- Taddeo Barberini (1666–1702).